# Парламентские выборы в Косове (2021)
Парламентские выборы в Косове прошли 14 февраля 2021 года. В результате убедительную победу одержала партия Самоопределение во главе с Альбином Курти и партнёром по коалиции Вьосой Османи, бывшим спикером Ассамблеи Косово. Самоопределение набрало почти 50 % от общего числа голосов, что является самой высокой долей со времени первых выборов в Косово в 2001 году. На втором месте оказалась Демократическая партия Косово, получившая 16,9 % голосов, отстав от Самоопределения на более чем 33 %.

## Предвыборная обстановка
На парламентских выборах в октябре 2019 года оппозиционная партия Самоопределение стала крупнейшей фракцией в парламенте, опередив Демократическую лигу Косово (ДЛК). Партии сформировали коалиционное правительство 3 февраля 2020 года, а премьер-министром стал лидер Самоопределения Альбин Курти. Курти был избран премьер-министром 66 голосами при 10 воздержавшихся. 34 депутата от оппозиции бойкотировали голосование и покинули здание Ассамблеи. Коалиция вскоре распалась, поскольку 25 марта 2020 года ДЛК вынесла вотум недоверия из-за разногласий по поводу того, как бороться с пандемией коронавируса. Предложение о недоверии правительству было принято: за него проголосовали 82 члена парламента, что является первым случаем, когда косовское правительство пало таким образом. Кабинет Курти продолжал исполнять обязанности временного правительства, в то время как лидер ДЛК Авдулла Хоти пытался сформировать правительство. Хотя право Хоти быть премьер-министром было поставлено под сомнение Курти и Самоопределением, которые утверждали, что правительство не может быть сформировано без партии, получившей наибольшее количество мест на предыдущих выборах, 28 мая Конституционный суд подтвердил, что ДЛК имеет право сформировать правительство без новых выборов. Суд постановил, что после того, как партия, победившая на выборах, вторично не смогла сформировать новое правительство, другая партия смогла это сделать, и Хоти мог быть утверждён премьер-министром на парламентском голосовании.
3 июня 2020 года Хоти был избран премьер-министром 61 голосами «за» при 24 голосов «против» и при одном воздержавшемся. Однако 21 декабря Конституционный суд постановил, что голос Этема Арифи из партии Ашкали за интеграцию меньшинства в пользу Хоти был недействительным (поскольку Арифи был признан виновным в мошенничестве), и, следовательно, правительство не получило поддержки большинства Ассамблея. В результате были назначены новые выборы, а правительство Хоти продолжало выполнять функции временного правительства.

## Избирательная система
120 членов Ассамблеи (Скупщины) Косова избираются пропорциональным представительством по партийным спискам, при этом 20 мест зарезервированы за национальными меньшинствами. Избирательный порог в 5 % действует для партий, не принадлежащих к меньшинствам. Места распределяются по методу Вебстера — Сент-Лагю. Чтобы сформировать правительство, партия или коалиция должны иметь большинство в 61 из 120 мест парламента.

## Результаты
Самоопределение получило наибольшее количество голосов, чем какая-либо партия до этого на выборах в Косово. Предыдущий рекорд по количеству голосов был достигнут благодаря победе Ибрагима Руговы в 2001 году с 359 851 голосом. На выборах 2021 года было зафиксировано рекордное количество граждан-нерезидентов, принявших участие в выборах посредством голосования по почте. По сравнению с 35 087 таких избирателей, голосовавших по почте на выборах 2019 года, 102 100 нерезидентов получили право голоса посредством голосования по почте на выборах 2021 года. Подсчёт голосов, поданных на местном уровне, был завершён в течение недели, а подсчёт голосов диаспоры завершился к 3 марта.
| |           |        |      |       |
| Партия | Голоса    | %      | Мест | +/-   |
| Самоопределение | 438 334   | 49,95  | 58   | +29   |
| Демократическая партия Косова                                                                                            | 148 296   | 16,90  | 19   | -5    |
| Демократическая лига Косова                                                                                              | 110 978   | 12,65  | 15   | -15   |
| Альянс за будущее Косова                                                                                                 | 62 111    | 7,08   | 8    | -5    |
| Сербский список | 44 404    | 5,06   | 10   | 0     |
| Социал-демократическая инициатива                                                                                        | 21 998    | 2,51   | 0    | -4    |
| Турецкая демократическая партия Косова                                                                                   | 6496      | 0,74   | 2    | 0     |
| Объединённое сообщество                                                                                                  | 6422      | 0,73   | 1    | новая |
| Коалиция Вакат | 5949      | 0,68   | 1    | -1    |
| Цыганская инициатива | 4049      | 0,46   | 2    | новая |
| Новая демократическая инициатива Косова                                                                                  | 3305      | 0,38   | 1    | 0     |
| Новая демократическая партия                                                                                             | 2898      | 0,33   | 1    | 0     |
| Социал-демократический союз                                                                                              | 2569      | 0,29   | 0    | новая |
| Египетская либеральная партия                                                                                            | 2430      | 0,28   | 0    | -1    |
| Единственная горанская партия                                                                                            | 2162      | 0,25   | 1    | 0     |
| Партия ашкали за интеграцию                                                                                              | 2138      | 0,24   | 1    | 0     |
| Ашкальская демократическая партия Косова                                                                                 | 1960      | 0,22   | 0    | 0     |
| Гражданские инициативы за свободу, справедливость и выживание                                                            | 1508      | 0,17   | 0    | новая |
| Наша инициатива | 1383      | 0,16   | 0    | новая |
| Движение за интеграцию                                                                                                   | 1261      | 0,14   | 0    | новая |
| Партия инновационного турецкого движения                                                                                 | 1243      | 0,14   | 0    | новая |
| Прогрессивное движение косовских цыган                                                                                   | 1208      | 0,14   | 0    | новая |
| Fjala | 1086      | 0,12   | 0    | 0     |
| Обединённая цыганская партия Косова                                                                                      | 1074      | 0,12   | 0    | -1    |
| Коалиция Внесте | 1010      | 0,12   | 0    | 0     |
| Косоварская новая цыганская партия                                                                                       | 600       | 0,07   | 0    | 0     |
| Сербский демократический альянс                                                                                          | 476       | 0,05   | 0    | новая |
| Партия албанский национальный фронт                                                                                      | 155       | 0,02   | 0    | новая |
| Всего | 877 503   | 100,00 | 120  | 0     |
| |           |        |      |       |
| Действительные голоса | 877 503   | 97,01  |      |       |
| Недействительные голоса                                                                                                  | 27 043    | 2,99   |      |       |
| Всего | 904 546   | 100    |      |       |
| Явка и зарегистрированные избиратели                                                                                     | 1 851 927 | 48,84  |      |       |
| Источники: CEC Архивная копия от 6 мая 2021 на Wayback Machine, CEC Архивная копия от 6 мая 2021 на Wayback Machine, CEC |           |        |      |       |